# Gamblea ciliata
Gamblea ciliata är en araliaväxtart som beskrevs av Charles Baron Clarke. Gamblea ciliata ingår i släktet Gamblea och familjen Araliaceae.

## Underarter
Arten delas in i följande underarter:
- G. c. ciliata
- G. c. evodiifolia